# Pterotettix bigibbosus
Pterotettix bigibbosus är en insektsart som först beskrevs av Hancock, J.L. 1900.  Pterotettix bigibbosus ingår i släktet Pterotettix och familjen torngräshoppor. Inga underarter finns listade i Catalogue of Life.